# Subway Surfers
Subway Surfers è un videogioco sviluppato e prodotto dalle aziende danesi Kiloo Games e SYBO Games e pubblicato nel 2012.

## Modalità di gioco
Subway Surfer è un endless runner in stile Temple Run. Il protagonista del gioco è uno street artist che viene inseguito dalla polizia e che deve saltare degli ostacoli sempre più velocemente

## Rilascio e download
Subway Surfers è stato rilasciato il 24 maggio 2012 con aggiornamenti basati sulle festività stagionali. Da gennaio 2013, gli aggiornamenti si basano sul tema "World Tour", che aggiorna l'ambientazione del gioco ogni tre (o quattro, di solito per le vacanze stagionali) settimane.
Nel marzo 2018, Subway Surfers è diventato il primo gioco sul Google Play Store a superare la soglia del miliardo di download. Nel maggio 2018, Subway Surfers ha superato la soglia dei due miliardi di download. App Annie ha segnalato Subway Surfers come il gioco più scaricato n. 2 di tutti i tempi nell'App Store iOS.

## Accoglienza
Subway Surfers, con oltre due miliardi di download, è il gioco per mobile più scaricato di sempre.

## Subway Surfers: The Animated Series
Il 1º giugno 2018, una serie di cortometraggi animati ha debuttato sul canale YouTube di SYBO Games. La serie a episodi da 10 x 4 minuti è scritta da Brent Friedman e Francesca Marie Smith e prodotta da Sander Schwartz. Chris Bartleman è il direttore supervisore e Michael Hegner è il regista. Il danese William fornisce servizi di post-produzione.